# Jodid astatný
Jodid astatný je interhalogen s chemickým vzorcem AtI. V plynné fázi jej lze připravit reakcí astatu s parami jodu. Ve vodném roztoku je možné jej získat reakcí astatu se směsí jodu a jodidu.
2 At + I2 → 2 AtI